# Charles Adam (Politiker)
Charles Adam, deutsch Karl Adam (* 23. November 1848 in Lauterbourg; † 2. Juni 1917 ebenda) war ein elsässischer Lokalpolitiker.
Charles Adam war der Sohn des Müllers Charles Louis Adam und dessen Frau Marguerite Berigzi. Er lebte als Grundbesitzer in Lauterburg und war 1882 bis 1911 Bürgermeister der Stadt. 1879 bis 1917 gehörte er dem Bezirkstag Ober-Elsass an und war 1897 bis 1911 zusätzlich Mitglied des Landesausschusses des Reichslandes Elsaß-Lothringen. Er wurde jeweils vom Bezirkstag in den Landesausschuss gewählt.